# Colourful Records
Colourful Records（カラフルレコーズ）は、レコード会社・ビクターエンタテインメントの社内レコードレーベルの一つである。設立は2011年。

## 概要
新人の発掘・育成をより迅速に行なうため、ポップス系アーティストに特化したレーベルとして立ち上げられた。

## レーベル
- Colourful Records（メインレーベル）
- 伽羅古録盤 （レキシのプライベートレーベル。『カラフルレコーズ』の当て字。2014年設立[2]）
- ELA（木村カエラのプライベートレーベル。2013年設立[3]）
- her（SCANDALのプライベートレーベル。2019年設立[4]）

## 所属アーティスト
- ao（2021年 - ）
- 家入レオ（2012年 - ）
- iri（2016年 - ）
- 及川光博（2015年 - ）
- Kiroro（2018年 - ）
- Cocco（2016年 - ）
- 琴音 （2019年 - ）
- さだまさし（2018年 - 、自身のレーベル「フリーフライトレコード」所属）
- ズーカラデル（2020年 - ）
- SNARE COVER（2023年 - ）
- 髙橋真梨子（2017年 - ）
- 春野（2021年 - ）
- Maica n（2020年 - ）
- マツヤマイカ（2024年 - ）
- Mom （2020年 - ）
- M!LK （2021年 - ）
- Motoki（2022年 - ）
- ICEx（2023年 - ）

ELA
- 木村カエラ（2013年 - ）

her
- SCANDAL（2019年 - ）

## 過去に在籍したアーティスト
- AKANE LIV（2014年）
- +α/あるふぁきゅん。（2016年）
- ammoflight（2011年 - 2013年）
- いであやか（2011年 - 2017年）→Get Back Entertainment
- edda（2017年 - 2019年）→FlyingDog
- 清原果耶（2020年）
- Xmas Eileen（2016年 - 2018年）
- GOING UNDER GROUND（2016年）
- 笹木勇一郎（2014年 - 2015年）
- さめざめ（2012年 - 2014年）
- さんご（2015年）
- 柴咲コウ（2014年 - 2016年）[5]
- JMC（ジュミッチ）（2015年 - 2016年）
- Cyntia（2013年 - 2015年）
- ZOLA（2014年 - 2015年）
- 名古屋おもてなし武将隊（2014年）
- DIAMOND☆DOGS（2011年 - 2013年）
- Pile（2014年 - 2018年）
- FAT CAT（2014年）
- BLUE BIRD BEACH（2013年）
- 山崎あおい（2012年 - 2017年）
- Yogee New Waves（2018年 - 2021年）→Roman Label
- 吉田凜音（2017年 - 2021年）
- LAST MAY JAGUAR（2014年）
- LIV MOON（2011年 - 2015年）
- ばってん少女隊（2016年 - 2020年）
- Reol （2021年）

伽羅古録盤
- レキシ（2014年 - 2024年）→トイズファクトリー